# ロジャー・イーバート
ロジャー・ジョゼフ・イーバート（Roger Joseph Ebert、1942年6月18日 - 2013年4月4日）は、エミー賞にもノミネートされたアメリカ合衆国の映画評論家、テレビ司会者、作家。新聞、テレビ番組、著作、講演活動や教授職、自身のウェブサイトを通じて多くの人々に映画の観方や受容の仕方を紹介したり知られざる名作を紹介したりするなどアメリカで最も有名で、信頼される映画評論家であった。また、新作映画評での手厳しさから映画関係者には非常に恐れられていた。
イーバートは1967年以来、シカゴ・サンタイムズで映画評を執筆しており、アメリカ内外の200以上の新聞に配信されていた。1975年にはこの連載に対し、映画評論家としてはじめてピューリッツァー賞の批評部門を受賞した。また23年間に渡りジーン・シスケル（1946年 - 1999年）と共に映画を批評するテレビ番組の司会を務め、シスケルの死後はリチャード・ローパーとコンビを組んで司会を続けていた。著書は、毎年発行している年鑑も含め15冊以上を数えている。1999年からはイリノイ州シャンペーンで毎年映画祭も主催していた。
2005年6月には映画評論家としてはじめてハリウッド・ウォーク・オブ・フェームの星にその名を刻まれている。また、コロラド大学、アメリカン・フィルム・インスティチュート、シカゴ美術館附属美術大学から名誉学位を受けている。1995年2月には、彼らの番組を収録しているシカゴのCBSスタジオ前のエリー通りの一部が「シスケル&イーバート通り」と命名された。

## 学生時代
イーバートはイリノイ州アーバナで生まれ、少年時代にSF同人誌へのコメント投稿から物書き人生をスタートさせた。アーバナ高校の学生時代、隣接するシャンペーン市のニューズ・ガゼット紙でスポーツ・ライターになったことでジャーナリズムに興味を持ち、上級生になると学校新聞の副編集長となった。1958年、イーバートはイリノイ州高校スピーチ連盟選手権で、ラジオのニュース番組と同様の原稿を読んで競うラジオ・スピーチ部門において優勝した。
イーバートはイリノイ大学アーバナ・シャンペーン校に入り、学生新聞ザ・デイリー・アライナイで編集長を務めた。イーバートの最初の映画評は、1961年10月のザ・デイリー・アライナイに掲載した『甘い生活』の批評だった。
イーバートは国際ロータリーの奨学金制度を受けてケープタウン大学大学院で英語を研究し、シカゴ大学の英語学の博士課程に在籍中、シカゴ・サンタイムズから同紙の映画評論家になるよう勧誘された。

## 評論家として

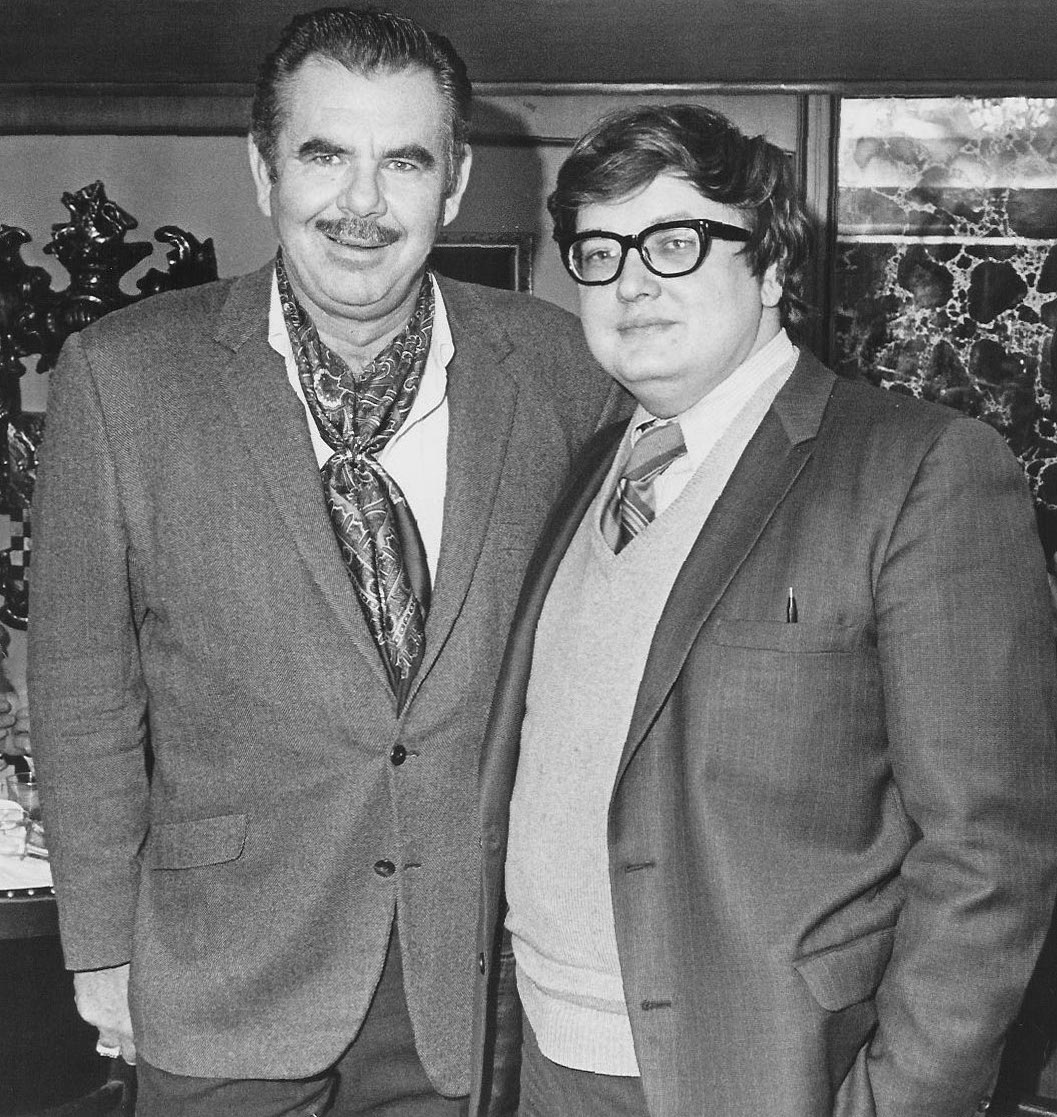
ロジャー・イーバート（右）と映画監督ラス・メイヤー（1970年）

1967年、イーバートは評論家としてのキャリアを開始した。1969年には『ナイト・オブ・ザ・リビングデッド』を評した記事がリーダーズ・ダイジェストに転載されるなど評価は高まり、1975年にはイーバートのサンタイムズの映画評はピューリッツァー賞批評部門に輝いた。
翌1976年、イーバートはシカゴ・トリビューン紙の映画記者ですでにテレビ番組の司会も行っていたジーン・シスケルと組み、シカゴの公共テレビ局WTTW制作による映画レビュー番組『スニーク・プレビューズ（Sneak Previews）』の司会を始めた。この番組では二人が新作映画2本を紹介し、見所や評価を論じあうほか、番組最後には「ドッグ・オブ・ザ・ウィーク」と称してそれぞれがその週最悪の映画をユーモラスにこき下ろすコーナーもあった。1978年には公共放送ネットワークPBSによって全国へ配信され人気番組となった。1982年、二人はトリビューン・グループの経営する商業放送局に移籍し『アット・ザ・ムービーズ（At the Movies）』の司会となり、後にディズニー傘下のブエナ・ビスタ・テレビジョンへ移って『シスケル&イーバート&ザ・ムービーズ（Siskel & Ebert & The Movies）』の司会になった。
異なる映画観を持つ彼らは、新作映画紹介でそれぞれの観た感想や評価を述べるが、互いの評価が異なることも多くしばしば擁護派と否定派に分かれてエキサイティングな議論を展開した。最後にそれぞれがサム・アップ（親指を立てる、おすすめ映画のサイン）かサム・ダウン（親指を下げる、おすすめしない映画のサイン）を行うが、視聴者の番組に対する反響や人気は大きく、二人ともが評価する「サムズ・アップ」や、二人ともが酷評する「サムズ・ダウン」の映画は観客数に影響が出ることもあった。
シスケルが脳腫瘍で1999年に死去すると、番組は『ロジャー・イーバート & ザ・ムービーズ』に題を代え毎回違うゲストを呼ぶ形になった。2000年秋以来、シカゴ・サンタイムズのコラムニスト、リチャード・ロイパー（Richard Roeper）が毎回イーバートと共に司会を務めるようになっている。
イーバートはその他、様々な映画のDVDで映画の解説をするオーディオ・コメンタリーを担当している。

## 映画評論以外の経歴
10代の頃、イーバートはSFファンダムに出入りしており、多くの伝説的なSF同人誌（リチャード・A・ルポフ / Richard A. Lupoff の「Xero」誌など）に記事を書いている。
1970年、イーバートは映画監督ラス・メイヤーに手紙を書いたことをきっかけに、後にカルト映画として人気を誇るようになった『ワイルド・パーティー』（Beyond the Valley of the Dolls）の脚本をメイヤーと共同執筆した。当時酷評されたこの映画に関わったことをイーバートは好んでジョークにしているが、メイヤーとの友情は続き、1979年の『ウルトラ・ヴィクセン』（Beneath the Valley of the Ultra-Vixens、公開当時の邦題『ウルトラ・ビクセン／大巨乳たち』）の脚本を共作したほか、メイヤーが監督するはずだったが完成せずに終わったセックス・ピストルズ主演映画『誰がバンビを殺したか？』（Who Killed Bambi?）の脚本にも関わっている。

## 映画に対する考え
イーバートは映画評論に際してのアプローチを「絶対的でなく相対的」と表現している。イーバートは評論対象となる映画を観そうな人々に向かって映画評を書いているが、映画という表現全体に対するその映画の価値に従った考察も常に加えている。『少林サッカー』のレビューで以下の様に述べている。
「友人に「『ヘルボーイ』はどれだけいい映画?」と訊く場合、『ミスティック・リバー』と比べてどれだけいいかを聞いているのではなく、（同じジャンルの）『パニッシャー』と比べてどれだけいいかを訊いていることになる。僕の答えは、1から4の尺度で言うと、『スーパーマン』（1978年版）が4なら『ヘルボーイ』は3で『パニッシャー』は2になるだろう。同様に『アメリカン・ビューティー』が4なら『16歳の合衆国』は2となるだろう。」—ロジャー・イーバート、rogerebert.com
イーバートは、自分のつける星の数は評論自体のコンテクストから切り離してしまうと意味がなくなると強調している。時々彼はつけた星の数とは違う評論を書くこともある。また目指すところをよく達成している映画だとしてたくさん星をつけながら、評論本文では題材が不愉快だとして観ることを勧めない場合もある。
「ある読者からeメールをもらっている。『星3つをつけながら、でもこれは偉大な映画ではないと念押しする時のあなたの文章は退屈だ。あなたはいつも読者に、自分がこの映画よりも頭がいいと強調して、自分をかばおうとしている。』いい点を突いている。もちろん僕はほとんどの映画より頭がいいが、それは君も同じだ。だからといって頭の良さは映画を楽しむ邪魔になるわけではない。彼が指摘していない僕のもう一つの傾向は、星1つをつけながら実際はそれよりいいかもよと示唆してしまうことだ。」—ロジャー・イーバート、rogerebert.comにおける『氷の微笑2』のレビュー
ポーリン・ケール（Pauline Kael）同様、イーバートは映画に対して「不健全な政治的主張がある」として批判することもある。権威・権力をバックにした暴力を描く映画に対する嫌悪も強い。特に『ダーティハリー』など、法的手続きを無視して行動する1970年代の警官映画や法廷映画のいくつかを「ファシスト」とすら表現したこともある。またイーバートは偽善的な主張をする映画、たとえばどぎつく扇情的な内容ながら、アート映画だからと批判を避けようとするような映画（彼によれば『ブルーベルベット』や『愛の嵐』など）にも懐疑的な評を書くこともある。
イーバートの評は、例えば1988年の『ダイ・ハード』に書いた酷評のように映画界や観客全体の評価とは衝突することが多い。イーバートは特にひどいと思った映画にはあざけるような皮肉を書くが、それでも直接的にけなすことがある。1994年のロブ・ライナー監督の『ノース 小さな旅人』に書いた評の一節は、この監督のキャリアを評価してきただけに内容が激烈となり今でも有名である。映画に星0個の評価を下した上で、以下の様に述べた。
「僕はこの映画が嫌いだ。この映画が大大大大大嫌いだ。大嫌いだ。この映画のにやついた、馬鹿馬鹿しい、空っぽの、観客を傷つける、全ての場面が嫌いだ。みんながこれを気に入るだろうと思うその感性が嫌いだ。この映画でみんな楽しめるだろうと思う、観客を馬鹿にした信念が透けて見えるのが嫌いだ。」—ロジャー・イーバート、rogerebert.com
イーバートのレビューは乾いたウィットが特徴であり、レビューを物語、ポエム、歌、脚本、想像上の会話などの形式で書くことも多い。また映画評論というもののコンセプトに深く分け入ったエッセイや論文は高く評価されている。
イーバートはMPAA（アメリカ映画業協会）の行うレイティング・システムが恣意的に運用されているとしばしば批判している。たとえば子供に見せるべき映画がPG-13にされたり、本当にショッキングな映画がX指定を潜り抜ける小細工を使ってR指定で上映されるなどに対し自身の映画評で述べている。また郊外や地方の大型シネマ・コンプレックスが、その地の実情を無視して本部から送られてくるデータだけでハリウッドの超大作だけをブッキングし、インディペンデント映画や外国映画がアメリカのほとんどの場所で観られないことも批判している。

## その他
- イーバートは私生活では1993年に弁護士と結婚し、養女を迎えて暮らしている。また1970年からシカゴ大学の客員講師を勤め、夜間クラスで映画の講義を行っている。
- 熱心な民主党支持者でありアカデミー賞でスピーチをするマイケル・ムーアの応援をしたこともある。
- 2002年に癌の手術を行ったほか、2006年には転移した癌の手術を行っている。
- ローランド・エメリッヒは、監督作『スターゲイト』や『インデペンデンス・デイ』が酷評されたことから、後に『GODZILLA』でイーバートとシスケルによく似たマイケル・ラーナー及びロリー・ゴールドマンを、無能なニューヨーク市長とその側近というコンビ役で登場させている。このことについてシスケルは「わざわざ怪獣映画に私たちを出すのであれば、怪獣に喰わせるか、踏みつぶすくらいはしてほしいね」と皮肉を述べている。
- 甲状腺がんおよび唾液腺がんと診断され、2006年に下あごを切除した結果[10]、しゃべることも食べることもできなくなったものの、TED2011では、配偶者のChazも参加して、MacのAlexというプログラムを利用して、コンピュータで生成した声を用いて感動的なスピーチをしている[11]。

## 著書
毎年、イーバートは過去3年間の全ての映画評やエッセイ、書き下ろし記事を収録した『ロジャー・イーバートの映画年鑑』（Roger Ebert's Movie Yearbook）を出版しているほか、以下のような書籍も出している。
- Awake in the Dark: The Best of Roger Ebert (ISBN 0-226-18200-2) ：40年の活動の中からインタビュー、エッセイ、評論、リチャード・コーリスやアンドリュー・サリスなど他の評論家との書簡を収録。
- Ebert's "Bigger" Little Movie Glossary (ISBN 0-8362-8289-2) ：映画のクリシェ（紋切り型表現）に関する本。
- The Great Movies (ISBN 0-7679-1038-9) および The Great Movies II (ISBN 0-7679-1950-5) ：過去および現在の偉大な映画に関する評論。
- I Hated, Hated, Hated This Movie (ISBN 0-7407-0672-1)：自分が酷評した映画の評論ばかりを集めた本。
- Roger Ebert's Book of Film (ISBN 0-393-04000-3) ：映画について書かれた文の100年分のアンソロジー。
- Questions For The Movie Answer Man (ISBN 0-8362-2894-4) ：読者からの質問に対する返答。
- Behind the Phantom's Mask (ISBN 0-8362-8021-0) ：イーバートの最初のフィクション。
- An Illini Century (ASIN B0006OW26K) ：学生新聞から見るイリノイ大学史。
- The Perfect London Walk (ISBN 0-8362-7929-8) ：イーバートの好きなロンドンへの旅行記。